# Lophodermium thujopsidis
Lophodermium thujopsidis är en svampart som beskrevs av Sawada 1950. Lophodermium thujopsidis ingår i släktet Lophodermium och familjen Rhytismataceae.   Inga underarter finns listade i Catalogue of Life.